# Wiped Out
Wiped Out! — это второй студийный альбом американской альтернативной группы The Neighbourhood, был выпущен 30 октября 2015 года. Клип на песню «R.I.P 2 my Youth» собрал свыше 10 миллионов просмотров на YouTube

## Критика
Альбом получил в целом смешанные отзывы.

## Список композиций
| №                   | Название                        | Длительность |
| ------------------- | ------------------------------- | ------------ |
| 1.                  | «A Moment of Silence»           | 0:30         |
| 2.                  | «Prey»                          | 4:47         |
| 3.                  | «Cry Baby»                      | 3:56         |
| 4.                  | «Wiped Out!»                    | 6:15         |
| 5.                  | «The Beach»                     | 4:17         |
| 6.                  | «Daddy Issues»                  | 4:20         |
| 7.                  | «Baby Came Home 2 / Valentines» | 6:35         |
| 8.                  | «Greetings From Califournia»    | 3:50         |
| 9.                  | «Ferrari»                       | 3:03         |
| 10.                 | «Single»                        | 4:20         |
| 11.                 | «R.I.P. 2 My Youth»             | 3:27         |
| Общая длительность: | Общая длительность:             | 45:17        |